# لانس دبليو. لورد
لانس دبليو. لورد (بالإنجليزية: Lance W. Lord)‏ هو ضابط أمريكي، ولد في 12 يوليو 1946 في فيلادلفيا في الولايات المتحدة.